# Gams (Saint-Gall)
Pour les articles homonymes, voir Gams.
Gams est une commune suisse du canton de Saint-Gall, située dans la circonscription électorale de Werdenberg.

Vue aérienne (1964)

## Histoire
La seigneurie de Gams appartient aux Sax-Misox, puis est vendue aux Habsbourg en 1393. Les Habsbourg la remette en fief à Kaspar von Bonstetten en 1413. La seigneurie est vendue aux Werdenberg en 1496, puis aux cantons de Schwytz et Glaris en 1497. La seigneurie est ajoutée au bailliage de Gaster.